# Selenaspidus malzyi
Selenaspidus malzyi är en insektsart som beskrevs av Alfred Serge Balachowsky 1954. Selenaspidus malzyi ingår i släktet Selenaspidus och familjen pansarsköldlöss. Inga underarter finns listade i Catalogue of Life.